# Cincinnati Open 1972
Cincinnati Open 1972 — тенісний турнір, що проходив на відкритих кортах з ґрунтовим покриттям Coney Island у Цинциннаті (США). Належав до Commercial Union Assurance Grand Prix 1972. Тривав з 31 липня до 6 серпня 1972 року. Джиммі Коннорс здобув титул в одиночному розряді.

## Фінальна частина

### Одиночний розряд
Джиммі Коннорс —  Гільєрмо Вілас 6–3, 6–3

### Парний розряд
Боб Г'юїтт /  Фрю Макміллан —  Пол Геркен /  Хумфрі Хос 7–6, 6–4